# Scopula placida
Scopula placida là một loài bướm đêm trong họ Geometridae.